# Paulo Quesado
Paulo Quesado (ur. 28 stycznia 1984 w Perre) – portugalski wioślarz.

## Osiągnięcia
- Mistrzostwa Świata Juniorów – Troki 2002 – dwójka podwójna – 5. miejsce[1].
- Mistrzostwa Świata – Monachium 2007 – czwórka bez sternika – 19. miejsce[1].
- Mistrzostwa Europy – Poznań 2007 – czwórka bez sternika – 9. miejsce[1].
- Mistrzostwa Europy – Montemor-o-Velho 2010 – czwórka podwójna – 11. miejsce[1].